# L'unico compromesso
L'unico compromesso è il primo album in studio del rapper italiano Gemitaiz, pubblicato il 28 maggio 2013 dalla Tanta Roba.

## Descrizione
L'album rappresenta l'esordio discografico del rapper dopo numerosi mixtape pubblicati in maniera indipendente e presenta collaborazioni con vari esponenti della scena rap italiana, tra i quali MadMan, Salmo e Bassi Maestro.
L'album ha raggiunto la terza posizione della classifica italiana degli album.

## Promozione
L'unico compromesso è stato anticipato dalla pubblicazione del singolo Fuori di qua (Out of My Way, Pt. 2), uscito il 13 maggio 2013 per il solo download digitale. Il singolo è stato accompagnato da un video musicale, reso disponibile il medesimo giorno.
Successivamente sono stati diffusi anche i video per i brani Quando mai, Pistorius e K-Hole.

## Tracce
1. 2013 (accendila) – 2:14
2. Quando mai – 2:59
3. Fuori di qua (Out of My Way, Pt. 2) – 3:29
4. Lo stesso – 3:13
5. L'unico compromesso – 2:46
6. Pistorius (feat. MadMan) – 3:59
7. La testa mia – 3:20
8. Mondo spaccato – 3:16
9. Celebrity – 4:06
10. Mettere giù – 3:27
11. K-Hole (feat. Salmo) – 3:36
12. Ti amo – 3:20
13. Occhi di vetro (feat. Ntò) – 3:16
14. Collier – 4:03
15. Lo faccio bene – 3:19
16. Forever True (feat. Bassi Maestro & Ensi) – 4:28
17. Winners & Losers (feat. Sercho) – 4:01
18. Nevermind (spegnila) – 4:00

## Classifiche
| Classifica (2013) | Posizione massima |
| ----------------- | ----------------- |
| Italia            | 3                 |